# Companies House
Cet article concerne le registre du commerce du Royaume-Uni. Pour les autres pays, voir Registre national des sociétés.
La Companies House est l'équivalent britannique du registre du commerce et des sociétés français et se présente comme source de données qui centralise des d'informations légales. 